# John Dolmayan
John Dolmayan (en arménien : Ձ̌ոն Դոլմայան, J̌on Dolmayan), né le 15 juillet 1973, est le batteur du groupe System of a Down.

## Biographie
Né à Beyrouth, au Liban, John est arménien. Sa famille immigre au Canada (à Montréal, puis à Toronto), après qu'une bombe a fait exploser sa chambre. Très vite, ils déménageront à Los Angeles. Il s'est passionné pour la batterie dès l'âge de deux ans.
Pendant la pause de System of a Down, après l'Ozzfest, il va, entre autres, se consacrer à TorpedoComics, son site de vente de comics. Cette idée lui est venue car c'est un véritable collectionneur de comics Marvel. Il a affirmé que la musique et les comics étaient ses deux passions quand il était jeune.
Il suit aussi Daron Malakian, guitariste de System of a Down, dans son projet Scars on Broadway. L'album est sorti en juillet 2008.
En avril 2009, il auditionne pour remplacer Jimmy Chamberlin au sein des Smashing Pumpkins.

## Discographie

### System of a Down
- 1998 : System of a Down
- 2001 : Toxicity
- 2002 : Steal This Album!
- 2005 : Mezmerize
- 2005 : Hypnotize

### Scars on Broadway
- 2008 : Scars on Broadway

### John Dolmayan
- 2020 : These Grey Men

## Récompenses
En 2006, John a reçu la récompense du meilleur batteur de l'année par le Drum! Magazine. Il a aussi reçu la récompense de meilleur batteur de rock alternatif de l'année.